# 326 př. n. l.

## Události
- Alexandr veliký vyhrál v Bitvě u Hyspés.
- V Římě přijat zákon lex Poetelia Papiria de nexis, jímž došlo ke zrušení dlužního otroctví.

## Hlavy států
- Egypt – Alexandr III. Veliký (332 – 323 př. n. l.)
- Bosporská říše – Pairisades I. (349 – 311 př. n. l.)
- Kappadokie – Ariarathes I. (331 – 322 př. n. l.)
- Bithýnie – Bas (376 – 326 př. n. l.) » Zipoetes I. (326 – 297 př. n. l.)
- Sparta – Kleomenés II. (370 – 309 př. n. l.) a Eudamidas I. (331 – 305 př. n. l.)
- Athény – Hegemon (327 – 326 př. n. l.) » Chremes (326 – 325 př. n. l.)
- Makedonie – Alexandr III. Veliký (336 – 323 př. n. l.)
- Epirus – Aeacides (331 – 313 př. n. l.)
- Odryská Thrácie – Seuthes III. (330 – 300 př. n. l.)
- Římská republika – konzulové C. Poetelius Libo Visolus a Lucius Papirius Cursor (326 př. n. l.)
- Syrakusy – vláda oligarchie (337 – 317 př. n. l.)
- Kartágo – Hamilcar II. (330 – 309 př. n. l.)
- Numidie – Zelalsen (343 – 274 př. n. l.)